# Lina Ritter
Pour les articles homonymes, voir Ritter.
Lina Ritter, née le 18 mai 1888 à Village-Neuf (Neudorf) en Alsace (alors annexée par l'Allemagne) et morte le  22 février 1981 à Fribourg-en-Brisgau (Bade-Wurtemberg), est une écrivaine et poétesse alsacienne de langues allemande et alsacienne.
Après la Première Guerre mondiale, elle quitte l'Alsace pour l'Allemagne, en tant qu'« expulsée ».
Son œuvre a été distinguée par le prix Nathan-Katz du patrimoine 2017. À cette occasion, ses Haïkus alsaciens ont été traduits et publiés en français dans une édition bilingue. 

## Biographie
Lina Ritter est issue d’une famille de maraîchers alsaciens de Village-Neuf. 
Après l’école primaire, elle part en pension faire des études secondaires à Saint-Louis, puis à Mulhouse,  à la Hohere Mädchenschule, où elle suit des cours de philosophie et de latin.  Elle fait des études supérieures (en tant qu’auditrice libre) à l’Université de Bâle, où elle suit des cours de littérature, d’histoire, de philosophie et d’histoire de l’art.
Elle épouse Paul Potyka, avocat.
Après la Première Guerre mondiale, lorsque l'Alsace redevient française, elle fait partie des personnes expulsées d'Alsace[réf. nécessaire] et s’établit à Ettlingen (près de Karlsruhe), puis à Fribourg-en-Brisgau.
Elle écrit alors en allemand son œuvre majeure : Martin Schongauer (1940). 
En alsacien, elle écrit : D’r Wetter vu Strossburg exprimant le malaise des Alsaciens expulsés.
Lina Ritter meurt à Fribourg-en-Brigsau le 22 février 1981 à l’âge de 92 ans. Elle est inhumée au cimetière de Village-Neuf.

## Œuvres

### En allemand
- Der Graphen von Pfirt (1911). 
Sa première pièce de théâtre, interprétée à Bâle et à Colmar.
- Grenzen
- Fraubriefe ins Feld
- Wibertrei (1927)
- Martin Schongauer (1940)
- Papst Léo IX (1953)
- Elsässer Geschichten aus alter und neuer Zeit (1968)

### En alsacien
- Peter vu Hagebach (1913). 
Cette pièce de théâtre écrite en alsacien raconte le sombre drame de Pierre de Hagenbach, un seigneur alsacien au service de Charles le Téméraire, à la fois adulé et haï par les habitants du Sundgau au XVe siècle. La pièce a été répétée au château de Lichtenberg, mais n’a connu aucune représentation publique à l’époque, la Première Guerre mondiale ayant appelé la plupart des comédiens. Il existe néanmoins des cartes postales, probablement des photos prises pendant les répétitions, avec l’inscription au dos : « Freilichttheater auf Schloss Lichtenberg Peter Hagenbach ein Volksstück aus der elsässischen Vergangenheit von Lina Ritter », ainsi qu’une citation du texte de l’auteur. Ces cartes portent l’adresse de l’imprimeur à savoir : Jul. Manias & Cie. Strassburg i. Els. Les rôles importants ont été tenus par des professionnels et les rôles secondaires par les gens du village de Lichtenberg. On ne sait pas comment ce théâtre de plein air a pu voir le jour dans cette forteresse des Vosges du Nord, ni l’origine de ces comédiens professionnels
- D’r Wetter vu Strossburg
- Hört Brûder, hört (1953)
- Elsasseschi Haiku (Haïkus alsacien) (1965)

### Traductions en français
- Haïkus alsaciens (Elsasseschi Haiku), édition intégrale bilingue alémanique-français, traduit par Jean-Paul Gunsett, présentation par Jean-Paul Sorg, Éditions Arfuyen, coll. “Neige”, 2017.  Prix Nathan-Katz du Patrimoine 2017.

## Hommages
- Une rue et une école maternelle de Village-Neuf portent son nom[4]et une rue de Strasbourg portent son nom, ainsi que la promotion du Bretzel d'or 2020[5].

### Notices biographiques
- Jean Hurstel, « Lina Ritter (1888-1981) », dans Heimet zwischen Rhin un Vogesen, 1996
- Adrien Finck, « Lina Ritter », Nouveau Dictionnaire de biographie alsacienne, volume 31, p. 3246

### Articles
- Colette Bernhard, « 30e anniversaire de la mort de Lina Ritter, poète et écrivain de Village-Neuf », Bulletin de la Société d’histoire de Huningue-Village-Neuf et de la région frontalière, 2011, no 56, p. 110-117
- « Poétesse et écrivain : Lina Ritter : originaire de Village-Neuf », Bulletin de la Société d’histoire de Huningue et de sa région, 2001, no 46, p. 135-138
- Joseph Klein, « Vor 100 Jahren erblickte Lina Ritter : Dichterin und Schriftstellerin des Rheinlands, das Licht der Welt », Bulletin municipal de Village-Neuf, 1988, no 6

### Ouvrages universitaires
- Adelinde Kottmann Clisson, Lina Ritter (1888-1981) : contribution à l’histoire littéraire de l’espace rhénan, Université Strasbourg-II, 1995, 413 p. (thèse d’études germaniques)
- Marie-Claude Gimy, Étude du vocabulaire lyrique du poète sungovien Lina Ritter dans ses « Elsasseschi haiku », Université Strasbourg-II, 1983, 210 p. (mémoire de maîtrise de dialectologie)